# 小檗叉丝壳
小檗叉丝壳（学名：Microsphaera berberidis var. berberidis）是属于白粉菌目白粉菌科叉丝壳属的一种真菌，寄生在小檗属植物上。该种分布于中国、日本、丹麦、比利时、匈牙利、俄罗斯、芬兰、法国、波兰、英国、罗马尼亚、挪威、南斯拉夫、荷兰、捷克斯洛伐克、奥地利、意大利、塞浦路斯、瑞士、瑞典、德国等地。